# 佐々木淳一
佐々木 淳一（ささき じゅんいち、1955年11月26日 - ）は、日本の実業家。株式会社日本アクセス代表取締役社長を経て、同社代表取締役会長、一般社団法人日本加工食品卸協会副会長。食品産業功労賞受賞。

## 人物・経歴
香川県出身。1979年神戸大学経済学部卒業、伊藤忠商事入社。合成樹脂部長、化学品部門長代行等を経て、2008年執行役員中国総代表補佐に昇格。2010年常務執行役員中国総代表。2011年常務執行役員アセアン・南西アジア総支配人。
2016年から日本アクセス代表取締役社長を務め、ファミリーマートとサークルKサンクスの統合効果で増収となる中、課題となった経常利益率の向上にあたった。
2017年日本加工食品卸協会副会長。伊藤忠グループ20年度優秀CEO受賞。2022年食品産業功労賞受賞。2023年日本アクセス代表取締役会長。